# 黃筱純
黃筱純臺灣女性新聞主播，曾任民視新聞台記者、主播、《台灣演義》執行製作人。2020年11月跳槽鏡電視。現任鏡電視新聞台《鏡電視台語新聞》主播、《台語報萬事》節目主持人兼任製作人。

## 學歷
- 世新大學新聞學系

## 經歷
- 宜蘭聯禾有線電視記者、主播
- GTV新聞財經線記者、主播
- 東森新聞台財經線記者
- 民視新聞台資深記者、主播、執行製作人[3]
- 2022蔣渭水台客語漢詩吟唱決賽主持人[4]
- 2022年中華民國國慶慶典主持人[5][6]

## 主持節目和播報時段
- 週一至週五14:00《台語新聞》
- 週六14:00《台語報萬事》(週日重播)
- 週一至週五《整點新聞》
- 《晚間新聞》(代班)

## 外部連結
- 鏡新聞主播 - 黃筱純 （页面存档备份，存于）
- 黃筱純的Facebook專頁
- 黃筱純的Instagram帳戶